# هازوكي
هازوكي (باليابانية: はづき蓮王؛ بالكانا: はづき れお) هي مصارعة محترفة يابانية، ولدت في 29 سبتمبر 1997 في فوكوكا في اليابان.

## روابط خارجية
- هازوكي على موقع CageMatch worker (الإنجليزية)